# Joellie Baflan
Joellie Baflan, née le 16 octobre 1988 à Clichy est une athlète ivoiro-française, spécialiste du 100 m et du 200 m. En 2008, elle est licenciée au Cergy Pontoise Athlétisme.

## Palmarès
- Championnats du monde junior d'athlétisme 2006 à Pékin :
  -  Médaille d'argent du relais 4 × 100 m

- Championnats de France d'athlétisme
  -  Championne de France du 200 m juniors en 2007